# Biblioteca Américo de Oliveira Costa
O Centro Cultural e Biblioteca Escolar Prof. Américo de Oliveira Costa, também conhecido como Biblioteca do Santarém, é uma biblioteca pública e espaço público cultural e de lazer localizado a Avenida Itapetinga no bairro Potengi, na cidade do Natal, no estado brasileiro do Rio Grande do Norte.
Inaugurado no ano de 2000, o centro é destinado a promover a cultura, dar apoio acadêmico, incentivar a leitura entre a população e atender o público escolar. Mantém espaços para leitura e pesquisa, auditório, salas para reuniões e eventos, e acesso à internet. Outras atividades promovidas são cursos de desenho e pintura, sessões de contação de histórias, mostras de cinema e exposições de arte.
A biblioteca mantém um acervo de mais de 45 mil obras, principalmente voltadas para o público dos ensinos fundamental e médio, mas também abriga obras raras, clássicos da literatura nacional e universal, infanto-juvenis, literatura de cordel e obras sobre o Rio Grande do Norte. É a maior biblioteca mantida pelo governo do estado.
O centro abriga ainda a Gibiteca Potiguar, com um acervo de mais de cinco mil revistas em quadrinhos, para adultos e jovens, nacionais e estrangeiras. Ali são oferecidas oficinas de criação de quadrinhos.
O centro tem capacidade de atendimento de 1.500 pessoas por dia, mas depois da popularização da internet o público da biblioteca caiu muito.